# Las Lapiș
Las Lapiş (rumuński: Pădurea Lapiș) – rezerwat przyrody znajdujący się w północno-zachodniej Rumunii, w zachodniej części Okręgu Sălaj, w pobliżu gminy Nușfalău. W 2004 roku uznany przez rząd Rumunii za rezerwat przyrody (decyzję tę opublikowano 12 kwietnia 2005 roku). W rezerwacie występuje wiele rodzajów fauny i flory, między innymi: dąb szypułkowy, dąb bezszypułkowy, lipa drobnolistna, dąb węgierski, jesion wyniosły, dąb burgundzki, sosna czarna, sosna zwyczajna, robinia akacjowa, wiśnia ptasia, miodunka plamista, zawilec gajowy, kostrzewa czerwona, zawilec żółty; faunę reprezentują między innymi: daniel zwyczajny, jeleń szlachetny, kuna leśna, chomik europejski, dzięciołek, świergotek drzewny, dzwoniec zwyczajny, dzięcioł średni i trznadel zwyczajny.